# Каталанова хипотеза
Каталанова хипотеза (или Михаилескова теорема) је претпоставка у теорији бројева који је претпоставио математичар Ежен Карлс Каталан 1844. године и доказао ју је 2002. године Преда Михаилеску.
23 и 32 су два степена природних бројева, чије су вредности 8 и 9, узастопне. Теорема тврди да је ово једини случај два узастопна степена. То значи, да је једино решење у природним бројевима
xa − yb = 1
за a, b > 1, x, y > 0 је x = 3, a = 2, y = 2, b = 3.

## Историја
Историја проблема датира још до Герсонидеса, који је доказао посебан случај у нагађању у 1343. где је (x, y) било ограничено паровима (2, 3) или (3, 2).
Године 1976. Роберт Тијдеман примењује Бејкер методу у теорији трансценденције да се успостави граница a,b  и користе постојећи резултате скока x,y  у смислу a,b давањем ефикасне горње границе за x,y ,a,b. Мишел Ленгвин израчунава вредност екс екп екп екп 730 за границу. Ово решење каталонске хипотезе важи за све, али постоји коначан број случајева. Међутим, за коначан обрачун потребно је завршити доказ теореме али је потребно превише времена да се обави.
Каталанову хипотезу је доказао Преда Михаилеску у априлу 2002. године, тако да је сада понекад називају Михаилескова теорема. Доказ је објављен у Часопис Крепл Журнал, 2004. године. То чини велико коришћење теорије циклотомичном поља и Галуалови модула. Излагање доказа дао је Јури Билу у Семинару Бурбаки .

## Генерализација
То је претпоставка да за сваки природан број n су парови савршених степена коначних разлика n, види листу. 
(За мање бројеве (>0), види  A103953, и види link=On-Line_Encyclopedia_of_Integer_Sequences A076427 за бројевна решења (укључујући 0))
| n  | бројеви k су такви да су k и k + n савршени степени | n  | бројеви k су такви да су k и k + n савршени степени |
| 1  | 0, 8                                                | 33 | 16, 256                                             |
| 2  | 25                                                  | 34 | Ништа                                               |
| 3  | 1, 125                                              | 35 | 1, 289, 1296                                        |
| 4  | 0, 4, 32, 121                                       | 36 | 0, 64, 1728                                         |
| 5  | 4, 27                                               | 37 | 27, 324, 14348907                                   |
| 6  | Ништа                                               | 38 | 1331                                                |
| 7  | 1, 9, 25, 121, 32761                                | 39 | 25, 361, 961, 10609                                 |
| 8  | 0, 1, 8, 97336                                      | 40 | 9, 81, 216, 2704                                    |
| 9  | 0, 16, 27, 216, 64000                               | 41 | 8, 128, 400                                         |
| 10 | 2187                                                | 42 | Ништа                                               |
| 11 | 16, 25, 3125, 3364                                  | 43 | 441                                                 |
| 12 | 4, 2197                                             | 44 | 81, 100, 125                                        |
| 13 | 36, 243, 4900                                       | 45 | 4, 36, 484, 9216                                    |
| 14 | Ништа                                               | 46 | 243                                                 |
| 15 | 1, 49, 1295029                                      | 47 | 81, 169, 196, 529, 1681, 250000                     |
| 16 | 0, 9, 16, 128                                       | 48 | 1, 16, 121, 21904                                   |
| 17 | 8, 32, 64, 512, 79507, 140608, 143384152904         | 49 | 0, 32, 576, 274576                                  |
| 18 | 9, 225, 343                                         | 50 | Ништа                                               |
| 19 | 8, 81, 125, 324, 503284356                          | 51 | 49, 625                                             |
| 20 | 16, 196                                             | 52 | 144                                                 |
| 21 | 4, 100                                              | 53 | 676, 24336                                          |
| 22 | 27, 2187                                            | 54 | 27, 289                                             |
| 23 | 4, 9, 121, 2025                                     | 55 | 9, 729, 175561                                      |
| 24 | 1, 8, 25, 1000, 542939080312                        | 56 | 8, 25, 169, 5776                                    |
| 25 | 0, 100, 144                                         | 57 | 64, 343, 784                                        |
| 26 | 1, 42849, 6436343                                   | 58 | Ништа                                               |
| 27 | 0, 9, 169, 216                                      | 59 | 841                                                 |
| 28 | 4, 8, 36, 100, 484, 50625, 131044                   | 60 | 4, 196, 2515396, 2535525316                         |
| 29 | 196                                                 | 61 | 64, 900                                             |
| 30 | 6859                                                | 62 | Ништа                                               |
| 31 | 1, 225                                              | 63 | 1, 81, 961, 183250369                               |
| 32 | 0, 4, 32, 49, 7744                                  | 64 | 0, 36, 64, 225, 512                                 |

## Пилајсова хипотеза
Пилајсова хипотеза односи на општу разлику од савршених степена (секвенца А001597 у ОЕИС):тај отворен проблем је првобитно предложио С. С. Пилај, који је наслутио да празнине у низу савршених степена имају тенденцију бесконачности. Ово је еквивалентно рекавши да се сваки цео позитиван број  појављује само коначно много пута као разлика савршених остепена: генерално, године 1931. Пилај је претпоставио да за фиксне целе позитивне бројева A, B, C важи једнакост {\displaystyle Ax^{n}-By^{m}=C} и дошао до решења (x,y,m,n) са (m,n) ≠ (2,2). Пилај је доказао да је разлика {\displaystyle |Ax^{n}-By^{m}|\gg x^{\lambda n}} за било који λ мања од 1, равномерно m и n.
Општа хипотеза се може пратити и преко ABC хипотезе
Пал Ердеш је претпоставио да је нека позитивна константа c таква ако је d разлика савршеног степена n, тада d>nc важи за велике n.